# アムピテアー
アムピテアー（古希: Ἀμφιθέα, Amphitheā）は、ギリシア神話の女性である。アンピテアー、あるいは長音を省略してアムピテア、アンピテアとも表記される。主に、
- プローナクスの娘
- リュクールゴスの妻
- アウトリュコスの妻
- アイオロスの妻

が知られている。以下に説明する。

## プローナクスの娘
このアムピテアーは、プローナクスの娘で、リュクールゴスと兄弟。アルゴスの王アドラーストスと結婚し、アルゲイアー、デーイピュレー、アイギアレイア、アイギアレウスを生んだ。

## リュクールゴスの妻
このアムピテアーは、一説によるとネメアーの王リュクールゴスの妻で、オペルテース（アルケモロス）の母。

## アウトリュコスの妻
このアムピテアーは、アウトリュコスの妻で、アンティクレイア、ポリュメーデー、アイシモスの母である。アンティクレイアはラーエルテースと結婚してオデュッセウスの母、ポリュメーデーはアイソーンと結婚してイアーソーンの母となり（他の説ではアルキメデー）、アイシモスはシノーンの父となった。

## アイオロスの妻
このアムピテアーは、エトルーリアの王アイオロスの妻で、6人の息子と6人の娘の母である。末の子供マカレウスとカナケーは近親相姦の罪を犯したため、自害した。

## その他のアムピテアー
- テネドス島の王テネースの姉妹ヘーミテアーの別名[8]。